# Droits de l'homme en Sierra Leone
Les droits de l'homme en Sierra Leone sont dans un état plutôt déplorable, mais se sont améliorés progressivement depuis la fin de sa guerre civile en 2002. Selon un rapport du département d'État américain de 2011, parmi les principaux problèmes de droits de l'homme en Sierra Leone figurent « l'abus des forces de sécurité et l'usage excessif de la force avec les détenus, y compris les mineurs ; les conditions difficiles dans les prisons et les prisons ; l'impunité officielle ; les arrestations arbitraires et les détentions ; détention prolongée, caution excessive et représentation légale insuffisante ; ingérence dans la liberté d'expression et de la presse ; dispersion forcée des manifestants ; corruption officielle généralisée ; discrimination sociale et violence à l'égard des femmes, discrimination fondée sur l'orientation sexuelle ; mutilation génitale féminine (MGF) ; la maltraitance des enfants, la traite des personnes, y compris des enfants, et le travail forcé des enfants ».
La Sierra Leone a adhéré ou ratifié le Pacte international relatif aux droits civils et politiques (PIDCP), la Convention contre la torture et autres peines ou traitements cruels, inhumains ou dégradants, la Convention sur l'élimination de toutes les formes de discrimination à l'égard des femmes et la Convention africaine Charte des droits de l'homme et des peuples.
En septembre 2011, le premier rapport EPU de la Sierra Leone a été adopté par le Conseil des droits de l'homme (CDH) des Nations unies à Genève. Sur les 129 recommandations formulées par le comité d'examen le 5 mai 2011, le gouvernement de la Sierra Leone a noté qu'il en avait déjà mis en œuvre 57.
En novembre 2012, la Sierra Leone a été élue au Conseil des droits de l'homme des Nations unies.

## Contexte historique
Un aperçu de 2001 note qu'il y a eu des "violations graves et grotesques des droits de l'homme" en Sierra Leone depuis le début de la guerre civile en 1991. Les rebelles, le Front révolutionnaire uni (RUF), ont « commis d'horribles abus », notamment des viols et des amputations de membres. Le rapport note que "25 fois plus de personnes" ont déjà été tuées en Sierra Leone qu'au Kosovo au moment où la communauté internationale a décidé d'agir. "En fait, il est souligné par beaucoup que les atrocités en Sierra Leone sont pires que ce qui a été vu au Kosovo".
Les crimes commis pendant la guerre "incluent les membres sectionnés, le recrutement forcé d'enfants dans des groupes armés, le viol généralisé et la coercition de femmes et de filles en tant qu '"épouses de brousse" de combattants, l'incendie de maisons et le meurtre et la mutilation de civils. On estime que plus de 200 000 personnes ont été tuées et des centaines de milliers d'autres ont été déplacées à travers le pays".
Environ un quart des soldats servant dans les forces armées gouvernementales pendant la guerre civile ont moins de 18 ans. "Les méthodes de recrutement sont brutales - parfois des enfants sont enlevés, parfois ils sont forcés de tuer des membres de leur propre famille pour en faire des parias, parfois ils sont drogués, parfois ils sont contraints à la conscription en menaçant les membres de leur famille." Les enfants soldats sont délibérément accablés de violence "afin de les désensibiliser complètement et d'en faire des machines à tuer stupides".
La guerre civile en Sierra Leone prend fin en janvier 2002 après que l'ONU a établi une importante force de maintien de la paix qui a aidé à rétablir la paix et la stabilité. Une Commission Vérité et Réconciliation (CVR) est créée et, en 2004, elle publie son rapport final, qui comprend une longue liste de recommandations destinées à remédier à "certains des problèmes endémiques que la CVR a identifiés comme causes de la guerre, y compris les problèmes liés à la protection droits de l'homme, la lutte contre la corruption, la nécessité d'une réforme en profondeur des secteurs de la justice et de la sécurité et l'amélioration de la participation démocratique des jeunes et des femmes ».
En 2004, les Casques bleus de l'ONU confient la sécurité aux forces armées et à la police de la Sierra Leone et sont remplacés par une mission de consolidation de la paix de l'ONU, le BINUSIL, qui est à son tour remplacée en 2008 par le Bureau intégré des Nations unies pour la consolidation de la paix en Sierra Leone (BINUCSIL), qui est chargé de surveiller et défendre les droits de l'homme et l'état de droit.
Selon Amnesty International, "la stabilité et la sécurité ont augmenté en Sierra Leone depuis 2002". Le gouvernement a fait des efforts pour améliorer les droits de l'homme sur plusieurs fronts, en établissant "des systèmes de responsabilité pour les violations des droits de l'homme et du droit humanitaire commises pendant le conflit, et en promouvant l'État de droit et la gouvernance démocratique", selon un rapport de 2010 du Centre international pour la justice transitionnelle (ICTJ). Pourtant, le pays est loin d'être à la hauteur de la plupart des mesures en matière de droits de l'homme, et l'ICTJ note que malgré "les progrès réalisés en ce qui concerne ses obligations de rendre justice aux victimes de graves violations des droits de l'homme", la Sierra Leone "doit redoubler d'efforts" pour mettre en œuvre les mesures pour mettre en œuvre les recommandations de la CVR.

## Notations
Le tableau suivant montre les notes de la Sierra Leone depuis 1972 dans les rapports Freedom in the World, publiés chaque année par Freedom House. Une note de 1 correspond à "libre" ; 7 à "non libre".
| \| Année \| Droits civiques \| Libertés publiques \| Statut \| Président[10] \| \| 1972 \| 4 \| 5 \| Partiellement libre \| Siaka Stevens \| \| 1973 \| 6 \| 5 \| Partiellement libre \| Siaka Stevens \| \| 1974 \| 6 \| 5 \| Partiellement libre \| Siaka Stevens \| \| 1975 \| 6 \| 5 \| Partiellement libre \| Siaka Stevens \| \| 1976 \| 6 \| 5 \| Partiellement libre \| Siaka Stevens \| \| 1977 \| 5 \| 5 \| Partiellement libre \| Siaka Stevens \| \| 1978 \| 5 \| 5 \| Partiellement libre \| Siaka Stevens \| \| 1979 \| 5 \| 5 \| Partiellement libre \| Siaka Stevens \| \| 1980 \| 5 \| 5 \| Partiellement libre \| Siaka Stevens \| \| 1981 \| 5 \| 5 \| Partiellement libre \| Siaka Stevens \| \| 1982[11] \| 5 \| 5 \| Partiellement libre \| Siaka Stevens \| \| 1983 \| 5 \| 5 \| Partiellement libre \| Siaka Stevens \| \| 1984 \| 4 \| 5 \| Partiellement libre \| Siaka Stevens \| \| 1985 \| 5 \| 5 \| Partiellement libre \| Siaka Stevens \| \| 1986 \| 5 \| 5 \| Partiellement libre \| Joseph Saidu Momoh \| \| 1987 \| 5 \| 5 \| Partiellement libre \| Joseph Saidu Momoh \| \| 1988 \| 5 \| 5 \| Partiellement libre \| Joseph Saidu Momoh \| \| 1989 \| 6 \| 5 \| Partiellement libre \| Joseph Saidu Momoh \| \| 1990 \| 6 \| 5 \| Partiellement libre \| Joseph Saidu Momoh \| \| 1991 \| 6 \| 5 \| Partiellement libre \| Joseph Saidu Momoh \| \| 1992 \| 7 \| 6 \| Non libre \| Joseph Saidu Momoh \| \| 1993 \| 7 \| 6 \| Non libre \| Valentine Strasser \| \| 1994 \| 7 \| 6 \| Non libre \| Valentine Strasser \| \| 1995 \| 7 \| 6 \| Partiellement libre \| Valentine Strasser \| \| 1996 \| 4 \| 5 \| Partiellement libre \| Valentine Strasser \| \| 1997 \| 7 \| 6 \| Non libre \| Ahmad Tejan Kabbah \| \| 1998 \| 3 \| 5 \| Partiellement libre \| Johnny Paul Koroma \| \| 1999 \| 3 \| 5 \| Partiellement libre \| Ahmad Tejan Kabbah \| \| 2000 \| 4 \| 5 \| Partiellement libre \| Ahmad Tejan Kabbah \| \| 2001 \| 4 \| 5 \| Partiellement libre \| Ahmad Tejan Kabbah \| \| 2002 \| 4 \| 4 \| Partiellement libre \| Ahmad Tejan Kabbah \| \| 2003 \| 4 \| 3 \| Partiellement libre \| Ahmad Tejan Kabbah \| \| 2004 \| 4 \| 3 \| Partiellement libre \| Ahmad Tejan Kabbah \| \| 2005 \| 4 \| 3 \| Partiellement libre \| Ahmad Tejan Kabbah \| \| 2006 \| 4 \| 3 \| Partiellement libre \| Ahmad Tejan Kabbah \| \| 2007 \| 3 \| 3 \| Partiellement libre \| Ahmad Tejan Kabbah \| \| 2008 \| 3 \| 3 \| Partiellement libre \| Ernest Bai Koroma \| \| 2009 \| 3 \| 3 \| Partiellement libre \| Ernest Bai Koroma \| \| 2010 \| 3 \| 3 \| Partiellement libre \| Ernest Bai Koroma \| \| 2011 \| 3 \| 3 \| Partiellement libre \| Ernest Bai Koroma \| |                 |                    |                     |                    |
| Année | Droits civiques | Libertés publiques | Statut              | Président          |
| 1972 | 4               | 5                  | Partiellement libre | Siaka Stevens      |
| 1973 | 6               | 5                  | Partiellement libre | Siaka Stevens      |
| 1974 | 6               | 5                  | Partiellement libre | Siaka Stevens      |
| 1975 | 6               | 5                  | Partiellement libre | Siaka Stevens      |
| 1976 | 6               | 5                  | Partiellement libre | Siaka Stevens      |
| 1977 | 5               | 5                  | Partiellement libre | Siaka Stevens      |
| 1978 | 5               | 5                  | Partiellement libre | Siaka Stevens      |
| 1979 | 5               | 5                  | Partiellement libre | Siaka Stevens      |
| 1980 | 5               | 5                  | Partiellement libre | Siaka Stevens      |
| 1981 | 5               | 5                  | Partiellement libre | Siaka Stevens      |
| 1982 | 5               | 5                  | Partiellement libre | Siaka Stevens      |
| 1983 | 5               | 5                  | Partiellement libre | Siaka Stevens      |
| 1984 | 4               | 5                  | Partiellement libre | Siaka Stevens      |
| 1985 | 5               | 5                  | Partiellement libre | Siaka Stevens      |
| 1986 | 5               | 5                  | Partiellement libre | Joseph Saidu Momoh |
| 1987 | 5               | 5                  | Partiellement libre | Joseph Saidu Momoh |
| 1988 | 5               | 5                  | Partiellement libre | Joseph Saidu Momoh |
| 1989 | 6               | 5                  | Partiellement libre | Joseph Saidu Momoh |
| 1990 | 6               | 5                  | Partiellement libre | Joseph Saidu Momoh |
| 1991 | 6               | 5                  | Partiellement libre | Joseph Saidu Momoh |
| 1992 | 7               | 6                  | Non libre           | Joseph Saidu Momoh |
| 1993 | 7               | 6                  | Non libre           | Valentine Strasser |
| 1994 | 7               | 6                  | Non libre           | Valentine Strasser |
| 1995 | 7               | 6                  | Partiellement libre | Valentine Strasser |
| 1996 | 4               | 5                  | Partiellement libre | Valentine Strasser |
| 1997 | 7               | 6                  | Non libre           | Ahmad Tejan Kabbah |
| 1998 | 3               | 5                  | Partiellement libre | Johnny Paul Koroma |
| 1999 | 3               | 5                  | Partiellement libre | Ahmad Tejan Kabbah |
| 2000 | 4               | 5                  | Partiellement libre | Ahmad Tejan Kabbah |
| 2001 | 4               | 5                  | Partiellement libre | Ahmad Tejan Kabbah |
| 2002 | 4               | 4                  | Partiellement libre | Ahmad Tejan Kabbah |
| 2003 | 4               | 3                  | Partiellement libre | Ahmad Tejan Kabbah |
| 2004 | 4               | 3                  | Partiellement libre | Ahmad Tejan Kabbah |
| 2005 | 4               | 3                  | Partiellement libre | Ahmad Tejan Kabbah |
| 2006 | 4               | 3                  | Partiellement libre | Ahmad Tejan Kabbah |
| 2007 | 3               | 3                  | Partiellement libre | Ahmad Tejan Kabbah |
| 2008 | 3               | 3                  | Partiellement libre | Ernest Bai Koroma  |
| 2009 | 3               | 3                  | Partiellement libre | Ernest Bai Koroma  |
| 2010 | 3               | 3                  | Partiellement libre | Ernest Bai Koroma  |
| 2011 | 3               | 3                  | Partiellement libre | Ernest Bai Koroma  |

## Droits fondamentaux
Bien que la loi interdise la discrimination fondée sur la race, la tribu, le sexe et plusieurs autres attributs, les préjugés sont répandus et les lois coutumières consacrent diverses formes de discrimination. En outre, la citoyenneté est essentiellement refusée aux personnes qui ne sont pas d'"ascendance négro-africaine".
Bien que la liberté d'expression et de la presse soit officiellement garantie, elle est souvent restreinte et les journalistes s'autocensurent. En règle générale, les journalistes manquent de compétences, de ressources et d'éthique professionnelle. Les cas de diffamation sont rares. La radio est la principale source d'information et, en 2009, des stations de radio appartenant à des partis politiques sont fermées par le gouvernement après des émeutes. Il n'y a aucune restriction à l'accès à Internet, à la liberté académique, aux événements culturels ou à la liberté de réunion, bien que la police ait parfois dispersé des manifestations. Du 16 au 18 avril 2012, par exemple, la police a répondu avec une force disproportionnée à une manifestation dans la ville de Bumbuna par des employés d'African Minerals, tuant un et blessant gravement plusieurs autres.
Le droit de se déplacer librement dans le pays, de voyager à l'étranger, de déménager à l'étranger et de revenir dans le pays est garanti, bien que la police exige des pots-de-vin aux barrages routiers. Alors que la frontière libérienne est officiellement ouverte, les agents des frontières extorquent souvent des pots-de-vin aux voyageurs. De plus, de temps en temps, les troupes guinéennes stationnées à la frontière avec ce pays harcèlent les habitants sierra-léonais.
Dans les zones urbaines, la violence des justiciers contre les débiteurs, les voleurs présumés et autres est courante.
Un rapport de décembre 2012 d'Amnesty International décrit la Sierra Leone comme l'un des trois pays au monde qui sont des « refuges pour les suspects de crimes de guerre », notant que si certains crimes de droit international sont également définis comme des crimes en Sierra Leone, le pays « n'a pas défini ces crimes conformément aux exigences les plus strictes du droit international ». En outre, "la plupart des crimes de droit international ... restent en dehors du champ d'application des tribunaux sierra-léonais".

## Droits des femmes
La discrimination à l'égard des femmes est généralisée en Sierra Leone, à qui l'on refuse systématiquement l'égalité d'accès à l'éducation, aux soins médicaux, à l'emploi et au crédit. En 2007, 43 % des femmes sierra-léonaises étaient mariées à des hommes polygames.
Les femmes sont fortement désavantagées par les lois tribales en vigueur partout sauf dans la capitale. Ces lois interdisent, par exemple, la propriété des terres par les femmes. Les chefs tribaux détiennent parfois des femmes et des enfants ou les expulsent de leurs maisons en collusion avec les maris des femmes. Le statut des femmes dans certains groupes ethniques est nettement pire que dans d'autres, bien qu'elles soient effectivement des citoyennes de seconde classe dans toutes les tribus. Les sociétés secrètes tribales des zones rurales organisent des rites d'initiation forcés qui, dans le cas des femmes, impliquent des mutilations génitales. Cependant, le nombre de ces initiations semble diminuer.
Le viol est courant et considéré davantage comme une norme sociétale que comme un problème criminel. Une nouvelle loi sur les infractions sexuelles, fixant l'âge du consentement à 18 ans et criminalisant le viol conjugal est entrée en vigueur en 2012. Les viols sont sous-déclarés et les victimes de viol sont souvent invitées à épouser leurs violeurs. La violence domestique est une infraction en vertu de la loi de 2007 sur la violence domestique, mais fait rarement l'objet de poursuites. La nouvelle loi sur les délits sexuels criminalise le harcèlement sexuel .
Battre sa femme est considéré comme un élément normal de la vie, et la plupart des femmes considèrent que c'est une punition justifiée pour des délits tels que brûler de la nourriture ou quitter la maison sans autorisation. Les mutilations génitales féminines en Sierra Leone (MGF), qui sont pratiquées principalement par des sociétés secrètes féminines, sont en déclin en raison d'un sentiment croissant qu'elles sont moralement offensantes, mais restent un problème majeur. Selon un rapport de l'UNICEF de 2013, 88 % des femmes en Sierra Leone ont subi des mutilations génitales féminines. Cependant, il y a une opposition croissante à la pratique.
« Le taux de mortalité maternelle en Sierra Leone est l'un des plus élevés au monde », note Amnesty International. En 2009, un rapport de l'organisation a décrit les taux élevés de mortalité maternelle et infantile du pays comme une « urgence en matière de droits de l'homme », notant qu'une femme sur huit dans le pays risque de mourir pendant la grossesse ou l'accouchement. Le rapport a attiré l'attention, avec un article dans The Guardian notant que la plupart des femmes du pays "sont trop pauvres pour payer un traitement vital"... Des milliers saignent à mort après avoir accouché. La plupart meurent chez eux. Certains meurent sur le chemin de l'hôpital – dans des taxis, à moto ou à pied. Moins de la moitié des accouchements sont assistés par une accoucheuse qualifiée et moins d'un sur cinq sont effectués dans des établissements de santé".
En septembre 2011, Amnesty International a noté qu'en dépit du lancement en Sierra Leone, un an plus tôt, de l'Initiative de soins de santé gratuits, en vertu de laquelle les femmes enceintes et les mères allaitantes étaient censées recevoir un traitement médical gratuit, ces femmes étaient toujours « invitées à payer pour les médicaments, qu'ils ne peuvent pas se permettre ». Un responsable d'Amnesty International a qualifié le système de santé de la Sierra Leone de "dysfonctionnel à bien des égards", les femmes et les filles pauvres n'ayant qu'un "accès limité aux soins essentiels pendant la grossesse et l'accouchement". Il n'y a pas non plus de processus de plainte efficace.
La loi de 2007 sur la violence domestique, la loi de 2007 sur la dévolution des successions et la loi de 2009 sur l'enregistrement coutumier du mariage et du divorce, connues sous le nom de « lois sur l'égalité des sexes », visaient à renforcer la situation juridique et financière des femmes et, en 2010, le Ministère de la protection sociale, de l'égalité des sexes, et les affaires de l'enfance ont commencé à mettre en œuvre un plan stratégique national quadriennal sur l'égalité des sexes conçu avec l'aide d'agences des Nations unies. Cependant, en raison d'un manque de ressources et d'une faible coopération de la part des autres organes gouvernementaux, les efforts du ministère pour protéger les droits des femmes ont eu peu d'effet.

## Droits des enfants
L'école primaire est censée être gratuite, mais les écoles exigent des frais et facturent également les uniformes et les livres. L'abus sexuel des enfants est un problème majeur et croissant, et le gouvernement prend peu de mesures contre cela. La Sierra Leone est signataire de la Convention internationale relative aux droits de l'enfant, mais pas de la Convention de La Haye de 1980 sur les aspects civils de l'enlèvement international d'enfants. Il dispose d'une loi sur les droits de l'enfant depuis 2007, mais la loi est loin d'être pleinement mise en œuvre. Le mariage des filles de moins de 18 ans est illégal, mais le mariage forcé des enfants est répandu, plus de la moitié des femmes se mariant avant l'âge de 18 ans. La prostitution des enfants est également en augmentation, la plupart des enfants des rues travaillant dans les villes comme prostituées. Le gouvernement fait peu d'efforts pour remédier à cet état de fait.
La Commission des droits de l'homme de la Sierra Leone s'est dite préoccupée en 2011 par le fait que des filles enceintes avaient été retirées d'une salle d'examen lors de l'administration d'un test important, l'examen du certificat d'éducation de base, une action qu'elle a qualifiée de "déni du droit à l'éducation".

## Traite d'êtres humains
Le rapport de 2012 du département d'État américain sur la traite des êtres humains a identifié la Sierra Leone comme "un pays d'origine, de transit et de destination pour les hommes, les femmes et les enfants soumis au travail forcé et au trafic sexuel". Les individus sont contraints de travailler dans "la prostitution, la servitude domestique et le service ou le travail forcé dans l'extraction artisanale de diamants et de granit, le petit commerce, le portage, le déroctage, la criminalité de rue et la mendicité", ainsi que "dans les secteurs de la pêche et de l'agriculture". Certaines personnes finissent également par effectuer du travail forcé à la suite de mariages forcés.
Le rapport note que "les Sierra-léonais migrent volontairement vers d'autres pays d'Afrique de l'Ouest, dont la Mauritanie et la Guinée, ainsi que vers le Moyen-Orient et l'Europe, où ils sont ensuite soumis au travail forcé et à la prostitution forcée. La Sierra Leone peut également être un pays de destination pour les enfants trafiqués depuis le Nigeria, et peut-être depuis la Gambie, la Côte d'Ivoire et la Guinée, pour la mendicité forcée, le travail forcé et l'exploitation dans la prostitution".
Le rapport du département d'État a en outre observé que si le gouvernement de la Sierra Leone "ne respecte pas pleinement les normes minimales pour l'élimination de la traite", il "fait des efforts considérables pour le faire", bien que ses efforts pour faire appliquer les lois anti-traite aient en fait diminué en 2011. En outre, "[l]a connaissance des lois anti-traite existantes est restée faible, les tribunaux n'ont condamné aucun trafiquant et moins de suspects ont été accusés de trafic par rapport à l'année précédente".

## Conditions de santé et droits de l'homme

### Personnes handicapées
Les problèmes des personnes handicapées ne sont pas une priorité gouvernementale en Sierra Leone. Dans son rapport de 2010, le département d'État américain a souligné qu'il n'existait aucune loi interdisant la discrimination à l'égard des personnes handicapées, aucune loi protégeant leurs droits, aucune loi exigeant que les bâtiments soient accessibles aux fauteuils roulants et aucun programme gouvernemental pour les personnes handicapées.
Dans son rapport de 2011, la Commission des droits de l'homme de la Sierra Leone a noté avec approbation l'adoption cette année-là de la loi de 2011 sur les personnes handicapées, qui "répondrait aux préoccupations des personnes handicapées en matière de droits de l'homme", mais a ajouté "que cette loi n'a pas été vulgarisée et peu a été fait pour le mettre en œuvre, notamment la mise en place de la Commission nationale des personnes handicapées ».
Il existe un établissement psychiatrique primitif en Sierra Leone.

## Droits des réfugiés et des demandeurs d'asile
La loi sur la protection des réfugiés prévoit une assistance aux réfugiés, et le pays a aidé les réfugiés libériens et a coopéré avec le Haut-Commissariat des Nations unies pour les réfugiés (HCR), bien que des personnes qui n'étaient peut-être pas techniquement qualifiées en tant que réfugiés se soient vu refuser une assistance. Les réfugiés ont accès à l'emploi, aux services sociaux et au système judiciaire.

## Droits des minorités ethniques
La loyauté tribale est importante dans de nombreux secteurs de la société et la discrimination ethnique est courante. Les non-Africains se voient refuser la citoyenneté et l'importante minorité libanaise se sent largement aliénée de la société en général.

## Droits LGBT
L'homosexualité masculine, mais pas féminine, est illégale. Les personnes connues pour être homosexuelles souffrent d'une intense discrimination sociale. Il existe des groupes de soutien LGBT clandestins. Les lesbiennes sont souvent victimes de viols planifiés par leurs familles dans le but de les rendre hétéros.
La Commission des droits de l'homme de la Sierra Leone a noté dans son rapport de 2011 que le gouvernement de la Sierra Leone avait signé une déclaration du Conseil des droits de l'homme des Nations unies en mars de la même année appelant les nations « à prendre des mesures pour mettre fin aux actes de violence, aux sanctions pénales et aux violations des droits commises contre des individus en raison de leur orientation sexuelle ou de leur identité de genre ». Pourtant, le gouvernement avait "rejeté les recommandations faites lors de l'EPU" qui lui demandaient d'interdire "la discrimination fondée sur l'orientation sexuelle ou l'identité de genre et d'abroger toutes les dispositions susceptibles d'être appliquées pour criminaliser les activités sexuelles entre adultes consentants". La HRCSL a en outre noté les "commentaires hostiles croissants sur cette question dans les médias et par les communautés religieuses".

## Droits du travail
Les travailleurs peuvent adhérer à des syndicats, même s'ils subissent souvent des pressions de la part des employeurs pour qu'ils ne le fassent pas, et les syndicats peuvent faire grève, mais doivent donner un préavis de 21 jours. La négociation collective est légale. Le travail forcé est illégal, mais la loi n'est pas bien appliquée ; ce travail est particulièrement répandu dans les mines de diamants et constitue une punition traditionnelle imposée par les chefs tribaux, bien que cette pratique semble être en déclin. La liste des marchandises produites par le travail des enfants ou le travail forcé publiée en décembre 2014 par le département du travail des États-Unis signale que des cas de travail des enfants et de travail forcé sont encore observés dans l'industrie minière du diamant. Le travail des enfants de moins de 13 ans est illégal et le travail des enfants plus âgés est également limité par la loi, mais ces lois ne sont pas bien appliquées et un pourcentage élevé d'enfants sont employés, en particulier dans les zones rurales. De nombreux enfants des rues sont payés par des adultes pour voler et mendier, et certains enfants sont emmenés hors du pays pour travailler dans des foyers. Le Ministère du bien-être social, du genre et de l'enfance est censé surveiller ces activités mais ne le fait pas efficacement.
Certains enfants envoyés dans les villes pour être scolarisés finissent par travailler dans la rue, et certains enfants dans des orphelinats sont engagés comme domestiques. Dans les villages ruraux, les enfants effectuent souvent des travaux pénibles et de nombreux enfants sont forcés de travailler dans des mines de diamants. Bien que le ministère du Travail et le ministère des Ressources minières soient censés agir contre le travail des enfants, ils ne le font pas efficacement. Il existe un salaire minimum, mais il est bas et n'est pas appliqué. Les normes d'hygiène et de sécurité ne sont pas appliquées non plus. Il n'y a pas de loi contre les heures supplémentaires obligatoires excessives.

## Système légal

### Droits des personnes arrêtées
L'arrestation arbitraire est illégale, mais se produit, et bien que des mandats soient requis en vertu de la loi, la plupart des arrestations sont effectuées sans eux, et certains mandats ont été émis de manière irrégulière. En 2010, "[s]euls les cas très médiatisés qui ont été examinés publiquement étaient connus pour avoir été correctement traités", selon le département d'État américain. Bien que la loi exige que les détenus soient traduits en justice dans les 3 jours suivant leur arrestation (ou, dans certains cas, 10), les autorités contournent régulièrement cette règle.
La police manque d'équipement et est incapable de mener des enquêtes appropriées ou de contrôler les émeutes. La corruption de la police est un défi majeur, les agents abandonnant les charges ou procédant à de fausses arrestations en échange de paiements, et exigeant des pots-de-vin aux points de contrôle sur les routes. La brutalité policière a cependant diminué, tout comme l'impunité. Grâce à la formation sur la conduite et les droits de l'homme, qui est dispensée avec l'aide de conseillers de l'ONU, la police se comporte de manière plus professionnelle et responsable.
Le rapport annuel 2011 de la Commission des droits de l'homme de la Sierra Leone a salué "l'élan pris par la police sierra-léonaise pour renforcer et améliorer ses capacités tant en ressources humaines qu'en équipement malgré les difficultés de financement auxquelles elle est confrontée". Il a noté que le département de la discipline et des enquêtes internes des plaintes contre la police (CDIID) avait reçu 1 589 plaintes contre des policiers en 2011 et avait licencié 29 policiers pour conduite non professionnelle et suspendu, rétrogradé ou adressé des lettres d'avertissement à plus de 1 000 policiers.

### Droits des justiciables
De nombreux accusés ont été maintenus en détention pendant de longues périodes, en moyenne de trois à cinq ans. Les tribunaux sont généralement indépendants, mais l'influence du gouvernement et la corruption sont parfois un problème. Bien que la loi exige que les accusés indigents soient représentés par un avocat, la grande majorité des accusés n'ont pas d'avocat, en raison d'une pénurie critique de défenseurs publics. De nombreux cas sont poursuivis par des policiers avec peu ou pas de formation juridique. Les peines varient considérablement d'un district à l'autre, des crimes comme le sacrilège et le cambriolage étant punis de plusieurs décennies de prison ; la corruption peut faire la différence entre une courte et une longue peine.
Dans les zones rurales, les tribunaux tribaux ont le pouvoir de juger les accusés, bien qu'ils n'aient pas de code de droit établi, et il y a de fréquents abus de pouvoir judiciaire, les chefs de village, dans leur rôle de juges, prononçant souvent des peines excessivement sévères, discriminatoires à l'égard des femmes, et accepter des pots-de-vin. Les programmes de formation gérés par le gouvernement et les ONG ont cependant amélioré la situation.
Le rapport de 2011 de la Commission des droits de l'homme de la Sierra Leone a noté que " la plupart des gens recourent aux tribunaux locaux et traditionnels pour résoudre leurs différends et différends dans des domaines où le système judiciaire formel n'est [sic] pas accessible. Ces tribunaux sont moins chers, facilement accessibles et culturellement acceptables par rapport au système judiciaire formel. Cependant, les décisions des tribunaux locaux n'étaient souvent pas conformes aux normes des droits de l'homme, en particulier en ce qui concerne la protection des droits des femmes" .

### Droits des prisonniers
La Commission des droits de l'homme de la Sierra Leone a décrit les conditions de détention en 2011 comme "épouvantables" et a noté que malgré ses recommandations dans les rapports précédents, "aucune amélioration n'a été apportée".
Le département d'État américain qualifie les conditions de détention dans le pays de "dures et parfois mortelles". Parmi les principaux problèmes figurent la surpopulation, les passages à tabac, l'isolement cellulaire, le manque d'hygiène, l'éclairage, la literie et la ventilation inadéquats, et les gardiens forçant les détenus à dormir sur des sols mouillés. Le passage à tabac des prisonniers est courant, mais devient moins fréquent. Parmi les peines autorisées par la loi figure le fouet, avec jusqu'à 36 coups de fouet autorisés. Les gangs de prison sont connus pour battre les codétenus sous la direction des responsables de la prison. À certaines périodes de l'année, lorsque les puits s'assèchent, les prisonniers doivent payer l'eau.
L'accès aux soins médicaux est inégal, et même lorsque les détenus sont emmenés chez le médecin, ils se voient souvent refuser un traitement ou reçoivent des soins inadéquats en raison de "la stigmatisation sociale associée à l'assistance aux criminels et de l'incapacité du Bureau de la prison à payer les factures médicales". L'approvisionnement alimentaire est insuffisant, les gardiens sous-payés vendant souvent les rations des prisonniers au lieu de les nourrir. La sécurité n'est pas professionnelle et les évasions de prison sont courantes. Les nourrissons nés en prison y restent un certain temps avec leur mère, et sont éventuellement remis à la famille ou placés en famille d'accueil. Les mineurs sont régulièrement emprisonnés avec les adultes. Les émeutes et la violence parmi les détenus mineurs sont monnaie courante. Les groupes de défense des droits de l'homme et autres sont autorisés à inspecter les prisons. Les détenus sont autorisés à recevoir des visiteurs, mais dans de nombreux cas, les membres de la famille doivent payer des pots-de-vin pour être autorisés à les voir.
Parmi les rares améliorations apportées aux conditions carcérales ces dernières années figure l'introduction de programmes de formation professionnelle.

## Traités internationaux
Les positions de la Sierra Leone sur les traités internationaux relatifs aux droits de l'homme sont les suivantes :
| Traités internationaux | Traités internationaux | Traités internationaux | Traités internationaux | Traités internationaux |
| Traité | Organisation           | Introduit              | Signé                  | Ratifié                |
| --- | ---------------------- | ---------------------- | ---------------------- | ---------------------- |
| Convention pour la prévention et la répression du crime de génocide                                                                          | Nations unies          | 1948                   | -                      | -                      |
| Convention internationale sur l'élimination de toutes les formes de discrimination raciale                                                   | Nations unies          | 1966                   | 1966                   | 1967                   |
| Pacte international relatif aux droits économiques, sociaux et culturels                                                                     | Nations unies          | 1966                   | -                      | 1996                   |
| Pacte international relatif aux droits civils et politiques                                                                                  | Nations unies          | 1966                   | -                      | 1996                   |
| Premier protocole facultatif au Pacte international relatif aux droits civils et politiques                                                  | Nations unies          | 1966                   | -                      | 1996                   |
| Convention sur l'imprescriptibilité des crimes de guerre et des crimes contre l'humanité                                                     | Nations unies          | 1968                   | -                      | -                      |
| Convention sur l'apartheid | Nations unies          | 1973                   | -                      | -                      |
| Convention sur l'élimination de toutes les formes de discrimination à l'égard des femmes                                                     | Nations unies          | 1979                   | 1988                   | 1988                   |
| Convention contre la torture et autres peines ou traitements cruels, inhumains ou dégradants                                                 | Nations unies          | 1984                   | 1985                   | 2001                   |
| Convention relative aux droits de l'enfant                                                                                                   | Nations unies          | 1989                   | 1990                   | 1990                   |
| Deuxième protocole facultatif se rapportant au Pacte international relatif aux droits civils et politiques, visant à abolir la peine de mort | Nations unies          | 1989                   | -                      | -                      |
| Convention internationale sur la protection des droits de tous les travailleurs migrants et des membres de leur famille                      | Nations unies          | 1990                   | 2000                   | -                      |
| Protocole facultatif à la Convention sur l'élimination de toutes les formes de discrimination à l'égard des femmes                           | Nations unies          | 1999                   | 2000                   | -                      |
| Protocole facultatif à la Convention relative aux droits de l'enfant concernant l'implication d'enfants dans les conflits armés              | Nations unies          | 2000                   | 2000                   | 2002                   |
| Protocole facultatif sur la vente d'enfants, la prostitution des enfants et la pornographie mettant en scène des enfants                     | Nations unies          | 2000                   | 2000                   | 2001                   |
| Convention relative aux droits des personnes handicapées                                                                                     | Nations unies          | 2006                   | 2007                   | 2010                   |
| Protocole facultatif à la Convention relative aux droits des personnes handicapées                                                           | Nations unies          | 2006                   | 2007                   | -                      |
| Convention internationale pour la protection de toutes les personnes contre les disparitions forcées                                         | Nations unies          | 2006                   | 2007                   | -                      |
| Protocole facultatif au Pacte international relatif aux droits économiques, sociaux et culturels                                             | Nations unies          | 2008                   | -                      | -                      |
| Protocole facultatif à la Convention relative aux droits de l'enfant sur une procédure de communication                                      | Nations unies          | 2011                   | -                      | -                      |